# Resolución 70 del Consejo de Seguridad de las Naciones Unidas
La Resolución 70 del Consejo de Seguridad de las Naciones Unidas, aprobada el 7 de marzo de 1949, pedía al Secretario General que informara al Consejo de todos los informes y peticiones recibidos de las áreas estratégicas bajo administración fiduciaria o relacionados con ellas y pedía que el Consejo de Administración Fiduciaria presentara al Consejo sus informes y recomendaciones sobre cuestiones políticas, económicas, sociales y educativas que afectaran a las áreas estratégicas bajo administración fiduciaria.
La resolución fue aprobada con ocho votos a favor y ninguno en contra, con la abstención de Egipto, la República Socialista Soviética de Ucrania y la Unión Soviética.